# Hornos Cuates
Hornos Cuates är en ort i Mexiko.   Den ligger i kommunen Jojutla och delstaten Morelos, i den sydöstra delen av landet, 90 km söder om huvudstaden Mexico City. Hornos Cuates ligger 977 meter över havet och antalet invånare är 174.
Terrängen runt Hornos Cuates är platt åt nordväst, men åt sydost är den kuperad. Runt Hornos Cuates är det tätbefolkat, med 319 invånare per kvadratkilometer. Närmaste större samhälle är Zacatepec, 7,4 km nordost om Hornos Cuates. I omgivningarna runt Hornos Cuates växer huvudsakligen savannskog.